# Francouzská národní knihovna
Francouzská národní knihovna (francouzsky Bibliothèque nationale de France, zkratka BnF) je národní knihovna Francie. Jako knihovna disponující od roku 1537 právem povinného výtisku je nejvýznamnější knihovní institucí ve Francii a jednou z předních knihoven světa. Ve svých sbírkách, jejichž počátek sahá do královské knihovny konce středověku, opatruje kolem 14 miliónů knih a tisků i mnoho dalších předmětů. Knihovna má status veřejnoprávní instituce.

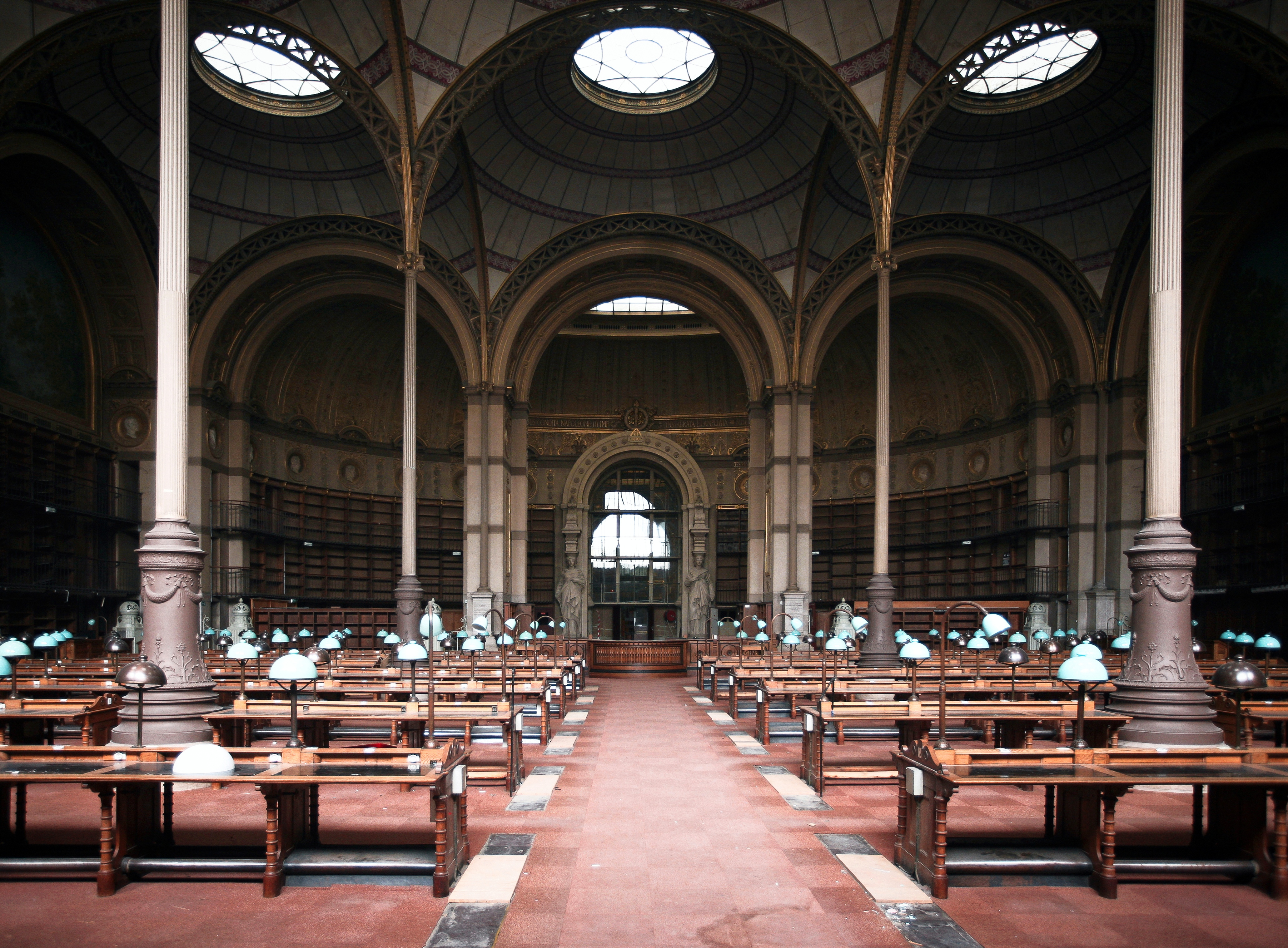
Hlavní čítárna v sídle Richelieu

## Sídla
Knihovna sídlí na několika místech, z nichž největší je ústřední budova postavená z podnětu prezidenta Françoise Mitterranda ve 13. obvodu v Paříži na levém břehu řeky Seiny (Quai François-Mauriac) Nazývá se Site Tolbiac či Site François-Mitterrand. Byla postavena podle návrhu Dominiqua Perraulta a má podobu čtyř věží s půdorysem ve tvaru písmene L, jež připomínají otevřené knihy a obklopují obdélníkovou centrální plochu. Její celková plocha činí 365 178 m2 a užitná 224 247 m2. Historické sídlo knihovny ze 17. století nazývané Site Richelieu se nalézá ve 2. obvodu v komplexu několika paláců mezi ulicemi Rue de Richelieu, kde se nachází hlavní vchod, Rue Vivienne, Rue des Petits-Champs a Rue Colbert.
Mimo hlavní město má knihovna další sídla v Avignonu (oddělení umění a divadla) v Bussy-Saint-Georges (technologické centrum) a v Sablé-sur-Sarthe (konzervační a digitalizační centrum).

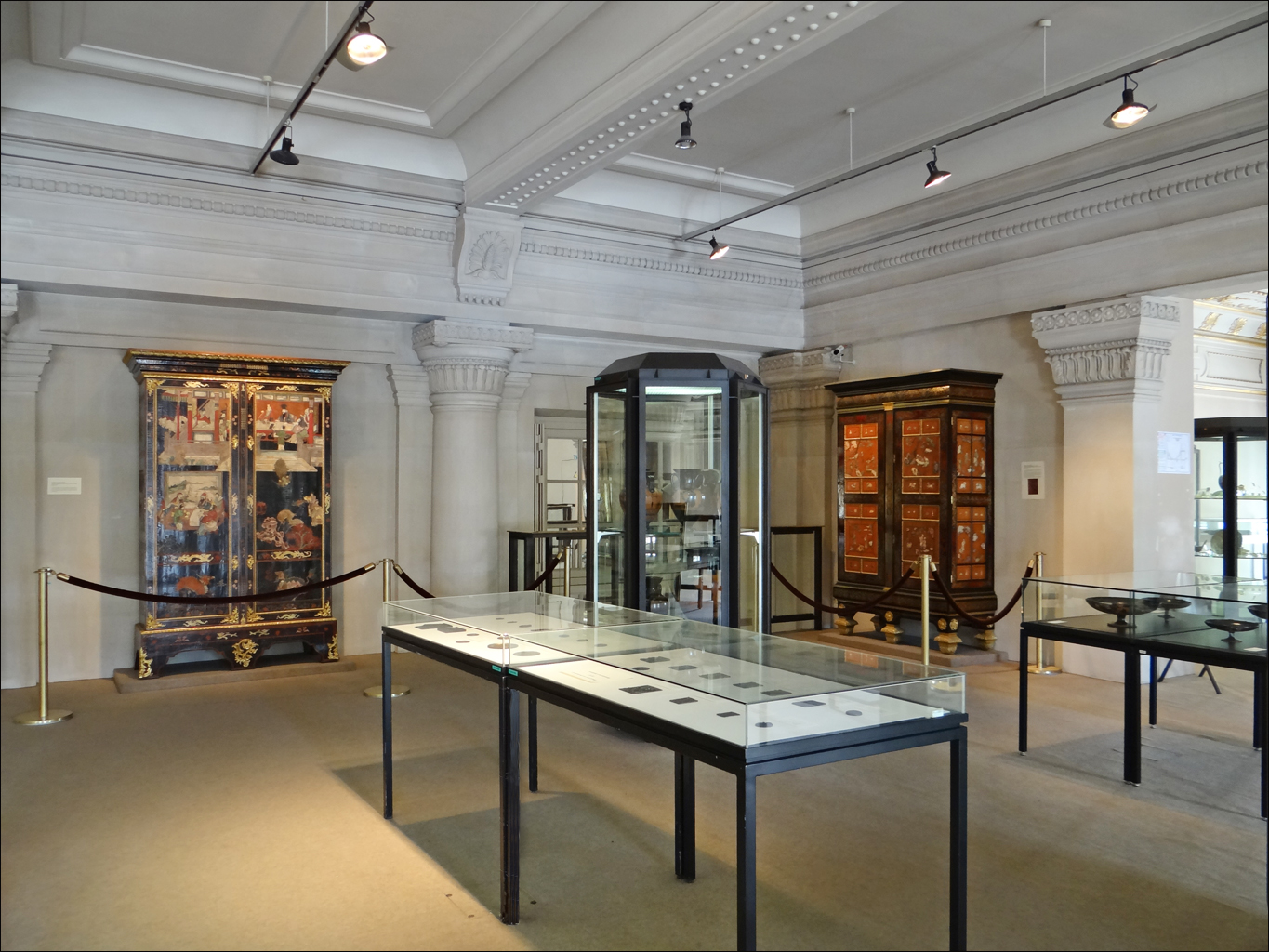
Kabinet medailí v sídle Richelieu

## Sbírky a činnost
Knihovna je rozdělena do 14 oddělení a několika sbírek, uchovávaných převážně na čtyřech místech v Paříži. Knihovna rovněž provozuje digitální knihovnu Gallica, která zpřístupňuje více než 1 800 000 textových, obrazových nebo zvukových dokumentů.
Knihovna uchovává 14 miliónů knih a tisků (10 miliónů v Tolbiacu), z čehož je přes 12 000 prvotisků a její sbírky jsou každoročně obohaceny o zhruba 150 000 svazků povinných výtisků a nákupem. Kromě tištěných knih její sbírky čítají několik miliónů periodik, zhruba 250 000 rukopisů, z nichž je 20 000 iluminovaných (což z ní činí v této oblasti největší knihovnu světa), mapy, rytiny, fotografie, partitury, mince a medaile, zvukové dokumenty, videa, multimédia, digitální databáze, umělecké předměty aj. Většina údajů je zpřístupněna internetově v centrálním katalogu a ve specializovaných katalozích. Site François-Mitterrand je rovněž pověřeno shromažďováním francouzských rozhlasových a televizních děl.
Úkolem knihovny je vedle shromažďování, uchovávání (konzervování, restaurování) rovněž výzkumná a osvětová činnost. Knihovna proto každoročně pořádá výstavy pro veřejnost, vědecké konference a přednášky a kulturní akce jako koncerty apod.

## Historie

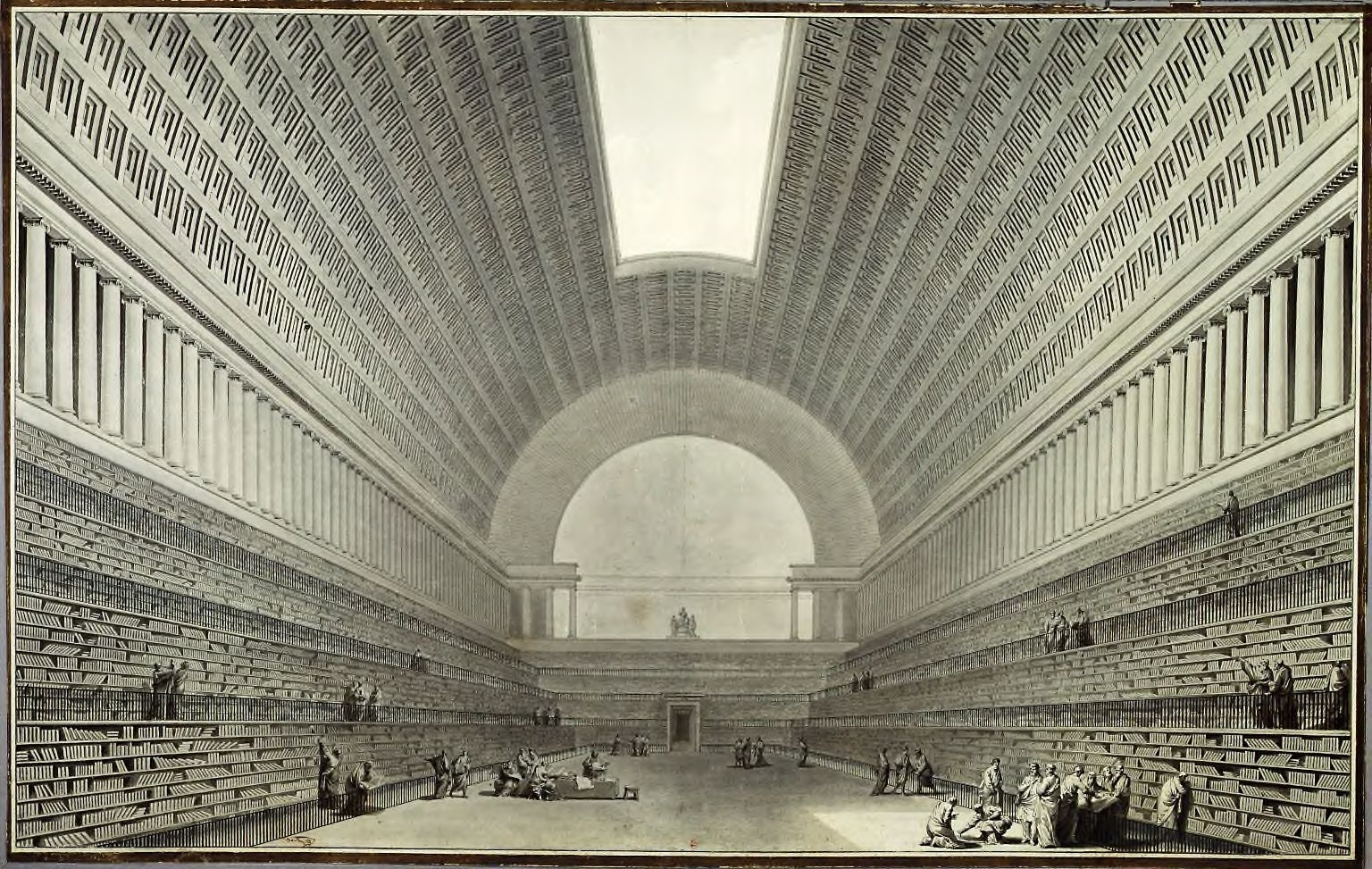
Etienne–Louis Boullée: Nerealizovaný projekt knihovny (1785)

Národní knihovna má svůj původ v královské knihovně, kterou v roce 1368 založil francouzský král Karel V. přezdívaný Moudrý v Louvru ve věži Fauconnerie. Její inventář, který pořídil první královský knihovník Gilles Mallet obsahoval 917 rukopisů. Za vlády Karla VI. (1380–1422) byla knihovna zbavena některých rukopisů a po smrti krále dokonce zmizela během nadvlády Angličanů. Zatímco Karel VII. (1422–1461) uprchl do Bourges, zbytky knihovny zakoupil v roce 1424 za 1220 liber Jan z Lancasteru, a po jeho smrti v roce 1435 byly knihy rozptýleny. Ze 100 svazků jich bylo 60 opět nalezeno a jsou dnes uloženy v oddělení rukopisů.
Teprve od vlády Ludvíka XI. (1461–1483) si královská knihovna udržela kontinuitu bez rozptylování sbírek. Knihovna byla na čas převezena na zámek Amboise za vlády Karla VIII. (1483–1498), poté na zámek Blois za Ludvíka XII. (1498–1515), který jí dal skutečný význam, když k ní připojil knihovnu aragonského krále v Neapoli a rukopisy z milánské knihovny rodin Visconti a Sforza. V roce 1544 byla spojena s knihovnou na zámku Fontainebleau, kterou v roce 1522 založil František I. (1515–1547). Ten také stanovil filozofa Guillauma Budé hlavním knihovníkem a v roce 1537 nařídil pro knihovnu právo povinného výtisku.

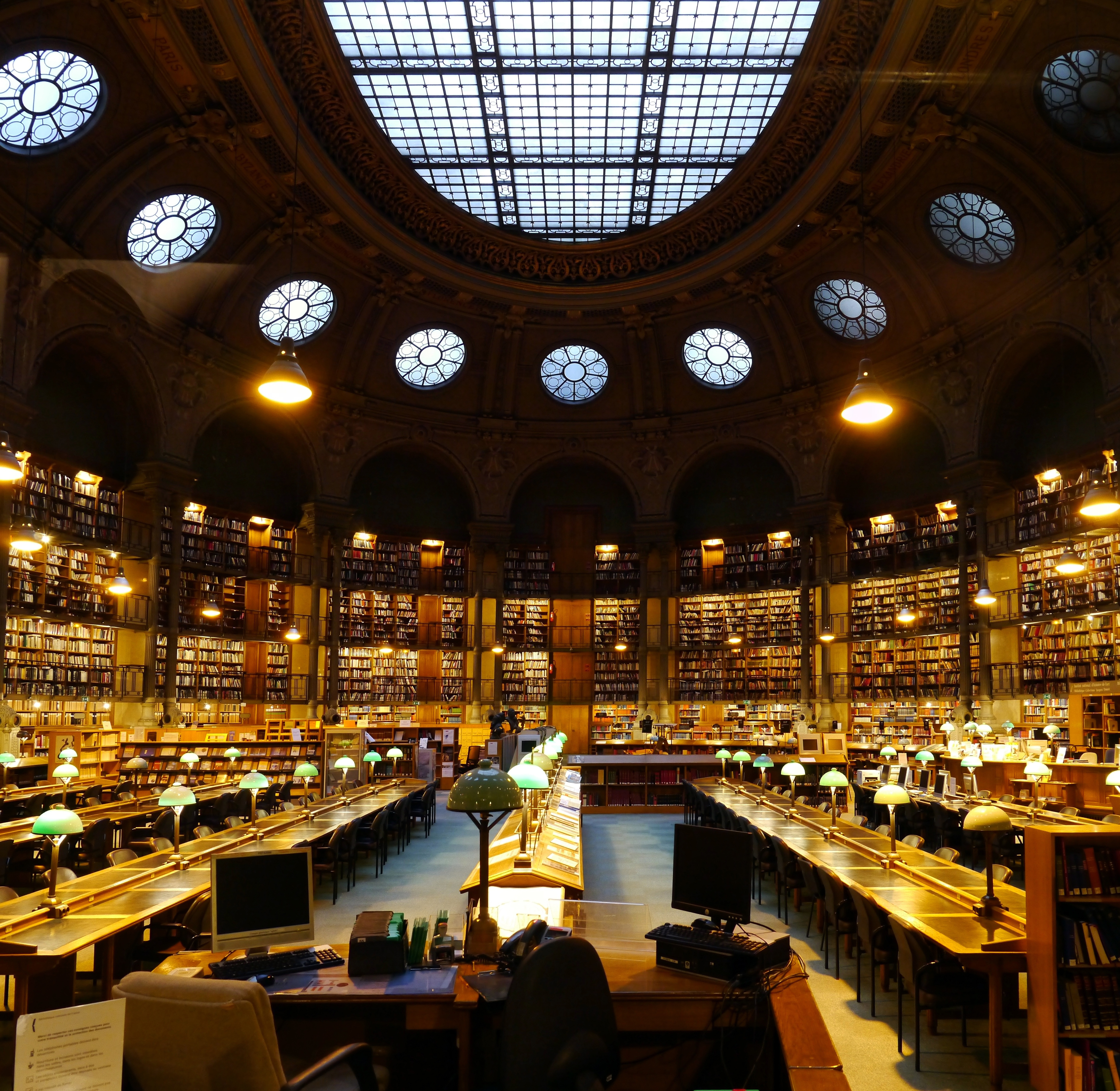
Oválný sál

V roce 1568 knihovnu nechal přestěhovat zpět do Paříže Karel IX. (1560–1574), který založil Kabinet medailí. Knihovna se několikrát stěhovala. Za panování Jindřicha IV. (1589–1610) sídlila v latinské čtvrti v koleji Clermont v roce 1595 a ve františkánském klášteře v roce 1604. V roce 1622 za vlády Ludvíka XIII. (1610–1643) sídlila v koleji Saint-Côme a její správa byla svěřena ministru Colbertovi, který jmenoval knihovníkem Pierra de Carcavi. V roce 1666 se knihovna přestěhovala do ulice Rue Vivienne do dvou domů v blízkosti ministrova paláce. Pod jeho ochranou prodělala za vlády Ludvíka XIV. (1643–1715) významný rozvoj a v roce 1692 byla otevřena pro veřejnost. Královský knihovník Jean–Paul Bignon získal v roce 1720 od královského regenta Filipa II. Orleánského (1715–1722) povolení rozšířit knihovnu do části bývalého Mazarinova paláce Hôtel de Nevers v Rue de Richelieu, kde založil pět oddělení, která odpovídají dnešnímu Site Richelieu. V roce 1733 za vlády Ludvíka XV. (1715–1774) architekt Robert de Cotte a poté jeho syn uzavřeli dvěma křídly hlavní nádvoří.
Za Velké francouzské revoluce byla knihovna znárodněna a její sbírky se výrazně rozrostly o zkonfiskovaný majetek šlechty, klášterů a univerzitních kolejí i přes zrušení práva povinného výtisku v letech 1790–1793. V roce 1833 se knihovna rozrostla do sousedního paláce hôtel Tubeuf. V roce 1868 rozšířil architekt Henri Labrouste budovy včetně hlavní čítárny, 1875–1912 proběhlo další rozšíření (architekt Jean-Louis Pascal) a naposledy v roce 1936. Kromě toho se ke knihovně připojily i další celky jako Bibliothèque de l'Arsenal v roce 1934 a Bibliothèque-musée de l'Opéra v roce 1935. V roce 1964 získala knihovna novou budovu nedaleko svého historického sídla. I přes to všechno dosáhla knihovna nasycení, takže prezident François Mitterrand navrhl vybudovat nové sídlo knihovny.
Od roku 1979 je část sbírek týkajících se umění a divadla umístěna v Maison Jean Vilar v Avignonu a v roce 2008 byla k národní knihovně připojeno národní centrum dětských knih La Joie par les livres.
Na začátku roku 1989 byla na stavbu nové knihovny vyhlášena Architektonická soutěž, které se zúčastnilo 244 architektů. Byl pro ni vybrán pozemek na místě bývalé sklárny ve východní části Paříže v nově vznikající čtvrti Paris Rive Gauche na břehu řeky Seiny. Asociace Národní knihovny vybrala ze zaslaných návrhů dvacet, z nichž nejlepší čtyři byly předloženy k posouzení prezidentu Mitterrandovi. Tyto projekty vytvořili Dominique Perrault, Jan Kaplický, James Stirling a Philip Chaix. Z nich vyšel jako vítězný návrh 36letého francouzského architekta Perraulta.
Knihovna byla pro veřejnost otevřena 20. prosince 1996 a po přestěhování historických fondů z bývalé centrály Richelieu byl 8. října 1998 otevřena i studovna pro vědecké pracovníky.